# 불안정띠
불안정띠(Instability stripe)는 H-R도상에서 맥동변광성(거문고자리 RR형 변광성, 세페이드 변광성, 처녀자리 W형 변광성, 고래자리 ZZ형 변광성, 황소자리 RV형 변광성, 방패자리 δ, 봉황자리 SX형 변광성 등) 에게 적용되는 영역이다.
불안정띠는 주계열의 A와 F형 영역(태양질량의 1배~2배)을 가로지르고, 수직으로 향하되 오른쪽으로 기운 상태로 가장 높은 광도의 영역까지 늘어난다. 불안정띠의 아랫부분은 H-R도의 헤르츠스프룽빈틈으로 나타난다.

## 맥동
불안정띠에서의 별들은 He III(두 배로 이온화된 헬륨) 때문에 맥동한다. 정상적인 A-F-G형 별들에서는 광구에서는 He 중성이고, 광구의 보다 아래쪽 깊은 곳에서는 온도가 25,000~30,000K정도일 때, 최초의 헬륨 이온화가(He II) 시작되며, 35,000~50,000K정도 일 때 두 번째 이온화(He III)가 시작된다.
별이 수축할 때, He II층의 밀도와 온도는 증가하며. He II는 He III로 변형되기 시작한다. 별 내부의 불투명성은 증가하고 에너지 흐름은 효과적으로 흡수된다. 층의 온도는 증가하고 팽창하기 시작한다. 팽창 후에, 밀도와 온도는 감소하고 He III는 He II로 재결합하기 시작한다. 바깥층은 수축하고, 순환은 처음부터 시작한다.
별의 시선속도 파동과 광도 변동성 사이의 위상변위는 별 대기의 표면으로부터 He II 영역까지의 거리에 따라 달라진다.